# ブラギ

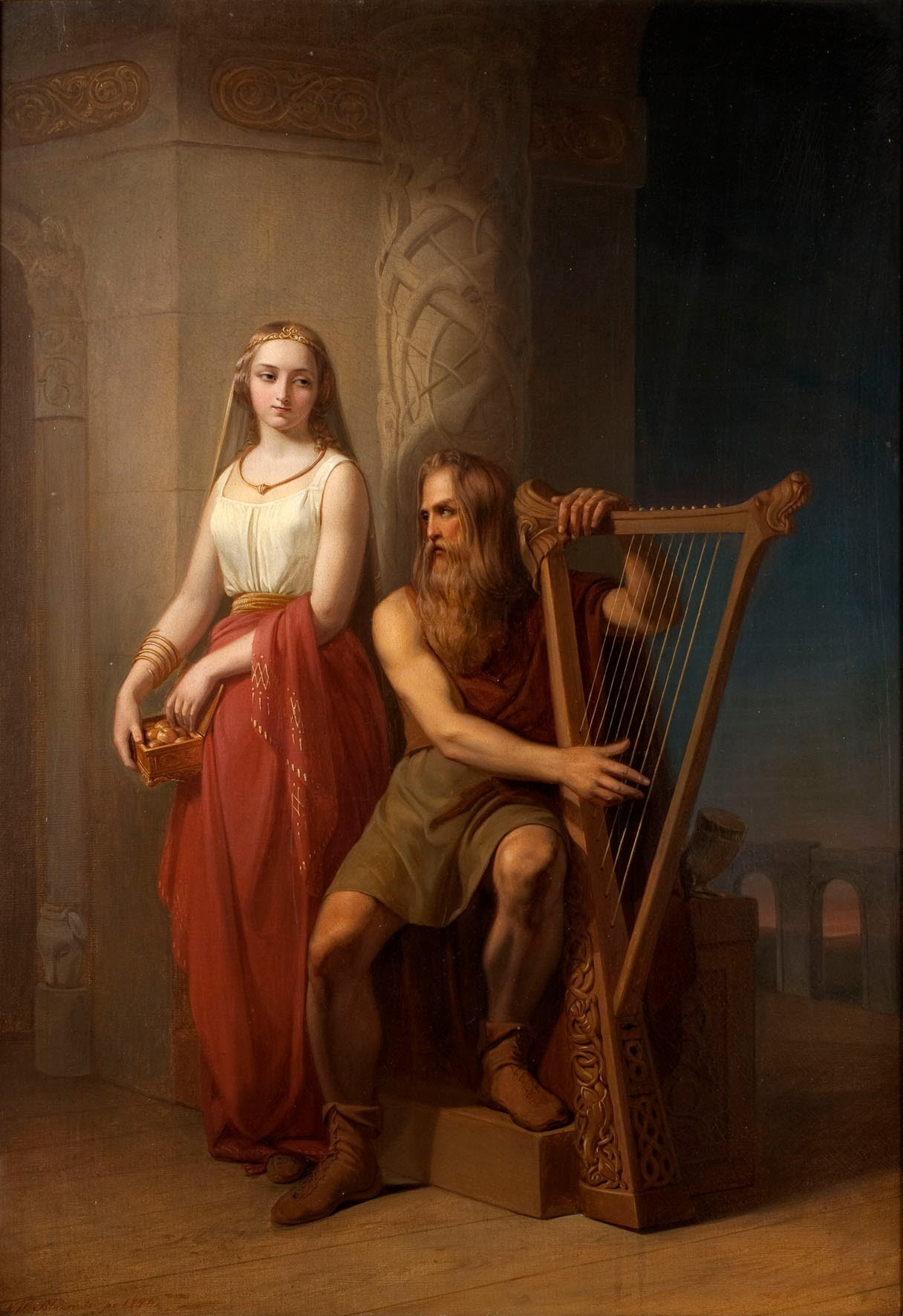
ブラギとその妻イズンを描いた19世紀の絵。ニルス・ブロメール画

ブラギ(Bragi)は北欧神話に登場する詩の神。

## 主なエピソード

### 散文のエッダ
スノッリ・ストゥルルソンは『散文のエッダ』第一部『ギュルヴィたぶらかし』においてオーディン、トール、バルドルに次いでこのブラギについて語っている。
「ブラギはその知恵と流暢な会話と言語の技巧とを知られている。彼は多くのスカルド詩を知り、後に詩は彼の名を取ってブラグ（bragr）と呼ばれ、他者より卓越した雄弁を有する男性、もしくは女性は「ブラグの男、女」（詩人、女詩人）と呼ばれる。彼の妻はイズンである」
さらにスノッリは同第二部『詩語法』でこう書いている。
「ブラギをどのように呼ぶべきか、イズンの夫、最初の詩人、長い顎髭の神、顎髭のブラギ、オーディンの息子と呼ぶ」
なおこの『詩語法』自体が、ブラギが海神エーギルに詩の技法を解説する、会話体のスタイルで書かれている。

### 詩のエッダ
『詩のエッダ』の『グリームニルの言葉』第44節において、ブラギは「詩人の中で最高である」と説明されている。『シグルドリーヴァの言葉』第16節では、ルーン文字を彫るのにふさわしい場所の一つとして「ブラギの舌の上」が挙げられている。
『ロキの口論』においては、エーギルの従者を殺して追い出されたロキが舞い戻ってきた際に、ブラギは「神々がロキに与える席はない」と言うが、ロキはオーディンに「『私とお前は血を混ぜて、ビールを味わうときは二人一緒だ』と誓ったではないか」と迫ったので、オーディンはヴィーザルに、狼（フェンリル）の父であるロキの席を用意させる。
そして「アース神族とすべての神々に幸あれ、ただ一人あそこに控えるブラギを除いては」と言ったロキに対して、ブラギは寛大に馬と剣と腕輪を示して、「神々を怒らせたり、逆らおうとするべきではない」と諭すが、ロキは「神々と妖精の中でブラギは最も臆病な男だ」と馬鹿にした。ブラギは「ここが広間の外であればロキに罰を与えてその首を手に提げていることだろう」と言い、ロキが「ならば外に出て戦おう」と挑発するので、ブラギの妻であるイズンがブラギに対して「オーディンの養子と争わぬように、ロキは口を慎むように」と諫めるというくだりが存在する。

### スカルド詩

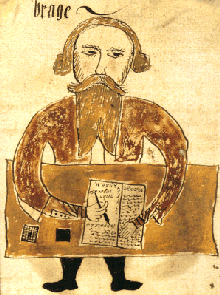
17世紀のアイスランドの写本『AM 738 4to』に描かれたブラギ。

スカルド詩の『エイリークルの言葉（エリクの歌）』では、ブラギはヴァルハラにおいてエイリーク血斧王を迎えるとされている。また『ハーコンの言葉』においてもブラギがハーコン善王を迎えるとされている。

## ブラギ・ボッダソンとの関係
ブラギについて、9世紀のノルウェーで活躍したスカルド（詩人）のブラギ・ボッダソン(en)が神格化された存在だと考える研究者もいる。しかし山室静は、ブラギ・ボッダソンが神とされるには時代が近すぎることから、この詩人が神のブラギの名前を名乗った可能性をあげている。

## オーディンとの関係
ブラギはオーディンの息子とされている。しかし山室静は、「ブラギ」の名前に「詩法」「第一人者」という意味があること、ブラギがオーディンと同じく「長髭の神」と呼ばれることなどから、ブラギとオーディンの類似性を指摘し、「ブラギ」は元々オーディンの名乗った名前の一つであったが後世の詩人によって独立した別の神として扱われたと考えている。